# Privateer
Privateer és una concentració de població designada pel cens dels Estats Units a l'estat de Carolina del Sud. Segons el cens del 2000 tenia 2.118 habitants.

## Demografia
Segons el cens del 2000, Privateer tenia 2.118 habitants, 746 habitatges i 596 famílies. La densitat de població era de 100 habitants/km².
Dels 746 habitatges en un 39,9% hi vivien nens de menys de 18 anys, en un 63,5% hi vivien parelles casades, en un 10,9% dones solteres, i en un 20% no eren unitats familiars. En el 16,1% dels habitatges hi vivien persones soles el 4,2% de les quals corresponia a persones de 65 anys o més que vivien soles. El nombre mitjà de persones vivint en cada habitatge era de 2,84 i el nombre mitjà de persones que vivien en cada família era de 3,16.
Per edats la població es repartia de la següent manera: un 28,5% tenia menys de 18 anys, un 9,3% entre 18 i 24, un 30,7% entre 25 i 44, un 23,9% de 45 a 60 i un 7,5% 65 anys o més.
L'edat mediana era de 34 anys. Per cada 100 dones de 18 o més anys hi havia 98,4 homes.
La renda mediana per habitatge era de 34.861 $ i la renda mediana per família de 42.279 $. Els homes tenien una renda mediana de 30.942 $ mentre que les dones 19.315 $. La renda per capita de la població era de 14.955 $. Entorn del 9,1% de les famílies i el 10,8% de la població estaven per davall del llindar de pobresa.

## Poblacions més properes
El següent diagrama mostra les poblacions més properes.